# کارلوویل (آلاباما)
کارلوویل (به انگلیسی: Carlowville) یک منطقهٔ مسکونی در ایالات متحده آمریکا است که در شهرستان دالاس، آلاباما واقع شده‌است. کارلوویل ۱۱۰٫۰۳ متر بالاتر از سطح دریا واقع شده‌است.